# Dispositionszug
Ein Dispositionszug ist ein Reservezug oder -wagenpark einer Eisenbahngesellschaft, der bei unvorhergesehenen Betriebsstörungen im Schienenverkehr unmittelbar eingesetzt werden kann. Die Schweizerischen Bundesbahnen halten diese sogenannten Dispozüge mit Personal besetzt an größeren Bahnhöfen bereit. Ursprünglich für die S-Bahn Zürich eingeführt, wurde das Konzept bald netzweit eingeführt. Bei einer Verspätung oder dem technischen Ausfall eines Zuges steht so unmittelbar Ersatz bereit, so dass der Ausfall abgefangen werden kann. Dies erhöht die Gesamtpünktlichkeit und ermöglicht, Umsteigeverbindungen zu gewährleisten. Dies gilt als zentrale Maßnahme zur Vorsorge gegen das Aufschaukeln von Verspätungen in eng vertakteten Bahnsystemen, wie bei einem Integralen Taktfahrplan. In der vom Verkehrsclub Deutschland durchgeführten Studie Bahn 21 wird davon ausgegangen, dass die Komforteinbußen von den Passagieren durch die Verwendung alter, abgeschriebener Garnituren wegen der erhöhten Pünktlichkeit „bereitwillig hingenommen werden.“ Auch in Deutschland wurde das Konzept zur Verspätungsreduzierung eingesetzt, zum Beispiel beim Rhein-Main-Verkehrsverbund.